# Ludvik I. Ogrski
Ludvik I., Veliki, ogrski in hrvaški kralj, poljski kralj, * 5. marec 1326, Visegrád, † 10. september 1382, Nagyszombat.
Ludvik I. je vladal Ogrski in Hrvaški od leta 1342 in Poljski od leta 1370 do smrti. Bil je utelešen ideal srednjeveškega monarha. Od očeta, Karla I., je podedoval notranje urejeno, stabilno in bogato državo, pa tudi obvezo, da se vključuje v dogodke zunaj države, zlasti v rojstni deželi svojega očeta, Neapeljskem kraljestvu in svoje matere Elizabete, kraljevini Poljski. Že v mladosti so ga določili tudi za dediča poljskega prestola; zato je moral stricu Kazimirju III. Velikemu obljubiti, da mu bo pomagal ponovno osvojiti ozemlja, ki jih je Poljska izgubila v preteklih desetletjih. Ko so njegovi sorodniki v Neaplju dopustili uboj Ludvikovega brata Andreja, sta mu čast in dolžnost velevali, da mora z vojsko posredovati v Italiji. Potem so bili tu še posegi v srednjeveške Bosno, Hrvaško in Dalmacijo, kjer se nekateri plemiči še vedno niso hoteli podrediti kralju in kjer so v Dalmaciji Ludvikova prizadevanja trčila ob interese Beneške republike. Tu so bili še papeži s svojimi željami in zahtevami po osvajanju "krivoverskih" dežel pa težave z neposlušnim vazalom, Vlaško. Tako je bilo njegovo vladanje eno samo vojskovanje. Njegova vojska naj bi bila kar tridesetkrat vpletena v vojne na tujem in kar v šestnajstih naj bi Ludvik svoji vojski poveljeval osebno. Potem ko je leta 1370 zavladal še na Poljskem, je v starejšem zgodovinopisju veljalo, da sega njegov imperij od Baltiškega do Črnega in Jadranskega morja.V resnici so bile njegove osvojitve precej kratkotrajne. V 1370-tih, ko je bil že vojaško nekoliko manj dejaven, je izpeljal tudi nekaj upravnih reform. Ni zapustil sina, ki bi nasledil njegova kraljestva.

## Mladost
Ludvik je imel liberalno vzgojo svojega časa. Učil se je francosko, nemško in latinsko. Posebno zanimanje je kazal za zgodovino in astrologijo. Mati mu je vcepila vnemo za katolicizem. Oče je že desetletnega jemal s seboj na državniške posle.
Oče ga je že v mladosti vključil tudi v dinastične povezave. Zaročil ga je s hčerko moravskega mejnega grofa Karla, kasnejšega češkega kralja in cesarja Karla IV., Margareto, ki je po tem živela na ogrskem dvoru. Že leta 1339 ga je poljski kralj Kazimir III. določil za svojega naslednika na poljskem prestolu; Ludvik pa je moral stricu obljubiti, da mu bo pomagal boriti se proti Nemškemu viteškemu redu in vse močnejši Litvi, ki sta ogrožala Poljsko, ter ponovno zavzeti nekdanje poljsko ozemlje ob Baltskem morju (Pomorjansko).
Ludvik je zrasel v velikega, močnega, neustrašenega in izobraženega mladeniča, pravega srednjeveškega viteza.
.

## Prva leta vladanja (1342-46)
Ludvik je bil ob očetovi smrti star 16 let. Čeprav je bi po takratnih merilih že polnoleten, je mati, ki je imela nanj velik vpliv, še desetletja delovala kot nekakšen sovladar. Ludvik je po očetu podedoval trdno, urejeno vladavino, ki plemstvu ni dovoljevala vmešavanja, in bogato zakladnico. Takoj je odstavil nekaj pomembnih osebnosti iz časa očetovega vladanja, čeprav se mati s tem ni strinjala, in se naslonil predvsem na hrvaško plemiško rodbino Lackovićev, ki so vladali na Sedmograškem; v njegovi službi je bilo osem članov te družina.
Ludvik je kar takoj začel z vojaškimi aktivnostmi.
V Srbijo je poslal vojsko pod poveljstvom Andreja Lackovića, ki je v letih 1342-43 zavzela Mačvo, ki jo je ob koncu svojega vladanja izgubil Ludvikov oče.
Poleti 1344 je Ludvik prvič sam popeljali vojsko proti sedmograškim Sasom , ki so odklonili plačevanje davkov, in jih pokoril. Med njegovim bivanjem na Sedmograškem mu je Nikolaj Aleksander, sin Besaraba I., ki je vladal na sosednjem Vlaškem, v imenu očeta prisegel lojalnost (ki jo je prej Karlu I. odklanjal). Pokroviteljstvo nad Vlaško je bilo tako vsaj formalno obnovljeno.
Decembra 1344 se je Ludvik s svojo vojsko pridružil križarskemu pohodu proti poganskim Litovcem, v katerem so sodelovali tudi Ivan Češki, Karel Moravski, Peter Burbonski in Viljem Hainautski; oblegali so Vilno, a so morali zaradi napada Litovcev obleganje opustiti.
Februarja 1345 je Ludvik poslal Andreja Lackovića na povračilni pohod proti Tatarom Zlate horde, ki so pred tem ropali po Sedmograškem in po Spišu. Andrejeva vojska je porazila veliko tatarsko vojsko. Po tem porazu je oblast Zlate horde na ozemlju med vzhodnimi Karpati in Črnim morjem oslabela. --- Istega leta sta se sprla Ludvikov stric in tast in Ludvikove čete, so, skladno s sporazumom iz leta 1339, sodelovale na stričevi strani.
Ludvik je junija 1345 osebno popeljal vojsko na Hrvaško in zavzel Knin, sedež ravnokar umrlega plemiča Nelipca Nelipičića, ki se je uspešno upiral Ludvikovemu očetu. Hrvaški plemiči so se prišli Ludviku poklonit, meščani Zadra, ki so pričakovali njegovo pomoč, pa so Benečanom odrekli pokorščino in zaprosili za Ludvikovo pokroviteljstvo. Toda Ludvik se je z vojsko vrnil v Visegrád in naročil bosanskemu banu Stjepanu II. Kotromaniću, da s svojo vojsko pomaga Zadrčanom. Benečani so uporni Zadar takoj obkolili in Stjepan je ocenil, da so premočni, da bi lahko posredoval. Tudi Ludvik drugo leto s svojo vojsko Zadra ni mogel več rešiti in decembra 1346 so ga Benečani ponovno zavzeli. Zadrčani so bili prepričani, da jih je Ludvik pustil na cedilu. --- Benečani so Ludviku ponujali 320.000 zlatih florintov, če se odpove Dalmaciji. Ludvik na to ni pristal in je osvajanje Dalmacije odložil na kasneje. Tedaj so ga bolj skrbeli dogodki v Italiji.

## Pohodi nad Neapelj. Obdobje 1346-50
Ludvikov stari stric Robet Modri, kralj Neapeljskega kraljestva, je umrl januarja 1343. V oporoki je za svojo edino dedinjo določil vnukinjo Ivano I. in izključil iz sovladarstva njenega moža, Ludvikovega mlajšega brata Andreja. Ludvik in njegova mati sta imela to za kršitev dogovora med Karlom I. in Robertom iz leta 1333. Preko papeža Klemena VI. in neapeljskih sorodnikov sta skušala zavarovati Andrejeve interese. Mati Elizabeta je poleti 1343 odpotovala v Neapelj in vzela s seboj velik del kraljeve zakladnice, več kot 6600 kg srebra in 5150 kg zlata. Toda med sedemmesečnim bivanjem v Italiji je uspela snaho in papeža prepričati le v to, da bo Andrej kronan kot Ivanin soprog.
Septembra 1345 so Andreja v Aversi ubili. Ludvik in mati sta obtožila kraljico Ivano I., njena strica Roberta II., kneza Tarantskega, in Karla, vojvodo Draškega, ter druge člane neapeljske kraljeve hiše zarote proti Andreju. Ludvik je v pismu papežu Klemenu VI. s 15. januarja 1346 zahteval, da papež "morilki moža" odvzame prestol in ga dodeli Andrejevemu in Ivaninemu posthumnemu sinu Karlu Martelu. Zahteval je regentstvo v času nečakove mladoletnosti in se pri tem skliceval na pravico zaporedja prvorojencev, naslednikov po Karlu II. Neapeljskem. Papežu je obljubil, da bo povečal letni prispevek Neapeljskega kraljestva Svetemu sedežu. Potem ko papež ni odredil popolne preiskave Andrejevega umora, se je Ludvik odločil za napad na Italijo. V pripravah nanj je poslal v Ancono in druga italijanska mesta svoje odposlance.
Prve ogrske odprave so prispele v Italijo aprila 1347 pod vodstvom Nikolaja Vasarija, škofa v Nitri (danes na Slovaškem). Ludvik je najel tudi nemške najemnike. Sam je odpotoval iz Višegrada novembra 1347. Po pohodu skozi Udine, Verono, Modeno, Bologno, Urbino in Perugio, je 24. decembra blizu L'Aquile vstopil na ozemlje Neapeljskega kraljestva, ki ga ni nihče branil. Kraljica Ivana, ki se je na novo poročila s sorodnikom Ludvikom II. Tarantskim, je z možem januarja 1348 zbežala v Avignon, kjer je tudi imela posesti. Robert II. Tarantski in Karel Draški sta obiskala Ludvika v Aversi in se mu poklonila. Ludvik ju je prijateljsko sprejel in ju prepričal, da sta pregovorila svoja brata, Filipa II. Tarantskega in Ludvika Draškega, da sta se jim pridružila (glej rodbinsko drevo). Po pričevanju sodobnika Domenica da Gravina je tedaj Ludvik zamenjal prijaznost s strogostjo in pokazal pravo razpoloženje. Obdolžil jih je uboja Andreja in jih dal zapreti. Naslednjega dne (23. januarja 1348) je dal Karla Draškega, ki je bil poročen z Ivanino sestro Marijo, obglaviti. Ostale kneze je kot ujetnike odpeljal na Ogrsko, kamor je vzel s seboj tudi nečaka, Karla Martela.
Ludvik je februarja vkorakal v Neapelj. Nadel si je tradicionalne nazive neapeljskih kraljev (kralj Sicilije in Jeruzalema, vojvoda Apulije in knez Capue). Po gradovih je naselil ogrske viteze in nemške plačance ter svojim italijanskim pristašem pustil glavne službe. Kot poroča sodobnik Domenico Gravina, je po neobičajno grobih preiskavah dal pozapreti vse, ki so bili domnevno vpleteni v Andrejevo smrt. Večina krajevnih plemiških družin z njim ni hotela sodelovati. Papež je odklonil, da bi potrdil Ludvikovo oblast v Neaplju. Na uradnem srečanju kolegija kardinalov so papež in kardinali razglasili kraljico Ivano za nekrivo umora svojega moža.
Epidemija kuge je Ludvika prisilila, da je maja 1348 zapustil Italijo. Za upravnika Neaplja je imenoval poveljnika nemških najemnikov Ulricha Wolfhardta. Toda ob odsotnosti Ludvika je Neapelj že junija ponovno prišel v italijanske roke. Ivana se je ob podpori papeža, ki ni nič navdušeno sprejel dejstva, da so si ogrski Anžujci ustvarili oporišče še na italijanski strani Jadrana, jeseni vrnila v Neapelj.
Ludvik, ki je z Benečani sklenil osemletni mir, je pozno leta 1349 poslal v Neapelj novo vojsko pod vodstvom Štefana Lackovića. Ta je ponovno zavzel Capuo, Averso in druge trdnjave, toda upor nemških najemnikov ga je prisilil k vrnitvi na Ogrsko. Med tem je kuga dosegla tudi Ogrsko. Žrtev njenega drugega vala, v septembru 1349, je bila tudi Ludvikova žena Margareta, medtem ko je Ludvik bolezen prebolel. V redko naseljeni Ogrski je bila epidemija manj pogubna kot v gosto naseljenih evropskih deželah.
Ludvik je bil pripravljen odpovedati se Neapeljskemu kraljestvu, če bi papež Klemen VI. Ivani odvzel prestol. Ko pa je papež to odklonil, se je Ludvik aprila 1350 osebno odpravil na drugi pohod v Italijo. Ker so se meščani spominjali krutosti vojakov Štefana Lackovića, se je Ludviku na pohodu proti Neaplju postavilo po robu mnogo mest. Ludvik je osebno vodil napade, plezal preko mestnih obzidij skupaj s svojimi vojaki in pri tem izpostavljal svoje življenje. Pri obleganju Canose di Puglie je padel z lestve, ko ga je eden od braniteljev zadel s kamnom. Brez oklevanja je skočil v reko, da je rešil mladega vojaka, ki ga je voda odnesla, ko je po kraljevem ukazu raziskoval možnost prehoda preko reke. Med obleganjem Averse mu je puščica predrla levo nogo. Po padcu Averse (3. avgusta) sta kraljica Ivana in njen mož ponovno zbežala iz Neaplja. Vendar Ludvik to pot ni vztrajal in se je vrnil na Ogrsko, potem ko je porabil denar in se prepričal, kako sovražno mu je lokalno prebivalstvo.
Na povratku domov se je Ludvik ustavil v Rimu in počastil sveto leto 1350. V Budim se je vrnil oktobra 1350. S posredovanjem Svetega sedeža so odposlanci Ludvika in Ivaninega moža, Ludvika II. Tarantskega, podpisali šestmesečno premirje. Papež je Ludviku obljubil, da bodo ponovno raziskali vlogo kraljice pri uboju njenega soproga in je odredil, da mora Ivana plačati 300.000 zlatih florintov kot odkupnino za izpustitev neapeljskih knezov. V končnem sporazumu naslednje leto pa se je Ludvik odpovedal odkupnini, češ da ni začel vojne zaradi denarja, ampak da maščuje smrt svojega brata. Še naprej pa je uporabljal naslove svojega deda, Karla Martela (prvorojenega sina Karla II. Neapeljskeg) in se naslavljal knez Salerna in gospod mesta Monte Sant'Angelo.

## Obdobje 1351-1355. Pomoč Kazimirju III.
Med tem je Litva zavzela poljski Brest, Vladimir-Volinski in druga pomembna mesta v Gališko-volinski kneževini. Ludvik je junija 1351 na prošnjo strica povedel svojo vojsko v Krakov in napadel ozemlje litovskega kneza Kęstutisa. Ta je navidezno sprejel Ludvikovo nadoblast in, skupaj z brati, pristal na pokristjanjenje v Budimu. Ko pa se je poljsko-ogrska vojska umaknila, Kęstutis ni storil ničesar za izpolnitev teh obljub. Ludvik se je vrnil, da bi Kęstutisa zajel, toda Litovcev ni mogel premagati, nasprotno, v bitki je celo izgubil enega od svojih zaveznikov, Boleslava III. Polockega.
Ludvik se je z vojsko ponovno pridružil Kazimirju III., ko je ta v marcu 1352 začel oblegati Belz v Voliniji. Med obleganjem, ki se ni končalo s predajo trdnjave, je bil Ludvik težko ranjen v glavo. --- Med tem je Algirdas, veliki knez Litve, najel Tatare, da so vdrli v Podolje (med Dnestrom in Karpati) in Ludvik se je vrnil na Ogrsko, ker se je bal tatarske invazije na Sedmograško. --- Boje proti Litovcem in Tatarom je spodbujal tudi papež Klemen VI., ki je v maju 1352 razglasil proti njim križarsko vojno. Ludvika je pooblastil, da zavzame poganska in "krivoverska" ozemlja, ki so mejila na Ogrsko.
Ludvik se je leta 1353 poročil z Elizabeto, hčerko bosanskega bana Štefana II. Kotromanića. --- Ko je v poznem novembru 1353 lovil v Zólyomski pokrajini (danes Zvolenský komitát na Slovaškem), ga je napadel rjavi medved in mu zadal na nogah 24 ran.
Leta 1354 je ogrska vojska vdrla v Srbijo in prisilila Dušana Silnega, da se je umaknil iz območij ob Savi. Že prej (1351) je papeški legat spodbujal Ludvika k vojni proti srbskemu carju, češ da ta na svojem ozemlju silil katoličane v pravoslavje. Sedaj je Dušan pod pritiskom začel pogajanja s Svetim sedežem.
Ludvik je svoje čete ponovno poslal stricu na pomoč leta 1355; istega leta je poslal pomožne čete tudi avstrijskemu vojvodi Albertu II. za boj proti Zürichu.

## Obdobje 1355-1358. Zavzetje Dalmacije
Leta 1355 so Benečani Ludviku ponudili 6 do 7 tisoč zlatih dukatov, če se odpove Dalmaciji. Ludvik je ponudbo odklonil. Proti Beneški republiki se je povezal z avstrijskim vojvodo Albertom II. in oglejskim patriarhom Nikolajem Luksemburškim ter ukazal hrvaškim plemičem, da so oblegali in zavzeli dalmatinsko trdnjavo Klis, ki jo je sestra srbskega carja Dušana Silnega, Jelena, podedovala po svojem možu Mladenu III. Šubiću.
Poleti 1356 je Ludvik, ne da bi prej Benečanom napovedal vojno, začel oblegati Treviso. A papež Inocenc VII. je vojskujoči se strani prisilil v mir. Ludviku je ponudil triletno cerkveno desetino, če mu pomaga v boju proti neposlušnim plemičem v papeški državi. Ludvik je v Italijo poslal pomožne čete pod poveljstvom Nikolaja Lackovića.
Julija 1357 je Ludvik pripeljal vojsko v Dalmacijo. Mesta Split, Trogir in Šibenik so se hitro znebila beneških upravnikov in se podredila Ludviku. Po kratkem obleganju je Ludvikova vojska s pomočjo meščanov zavzela tudi Zadar. Istočasno se je Tvrtko I. Kotromanić, ki je leta 1353 nasledil Ludvikovega tasta in svojega strica, odpovedal zahodnemu Humu, ki ga je Ludvik zahteval kot doto svoje žene. V zadrskem sporazumu (18. februar1358) so se Benečani v korist Ogrske odpovedali vsem dalmatinskim mestom in otokom med Kvarnerskim zalivom in Dračem. Tudi Dubrovniška republika je sprejela Ludvikovo suverenost. Dalmatinska mesta so ostala samoupravne komune, ki so ogrski kroni plačevale letni davek in ji nudile ladijsko oskrbo. Ludvik je odpravil vse trgovinske omejitve, ki so jih vpeljali Benečani. Dubrovniški trgovci so dobili izrecno dovoljenje za svobodno trgovanje s Srbijo, celo med ogrsko-srbsko vojno.

## Obdobje 1358-1369. Vojne na Balkanu
Ludvik je istočasno izvajal politiko širjenja na Balkan. Opravičeval jo je s širjenjem vere med "razkolnike" (to je pravoslavce), hkrati pa hotel zatreti "bosenske heretike". Osebno je vodil nekatere izmed dvanajstih vojaških pohodov v Srbijo, Bosno in Vlaško. Po smrti srbskega carja Dušana Silnega (1355) se je moč srbske države, ki jo je ta utrdil, hitro razblinila in Ludvik je po vrsti vojnih pohodov med letoma 1359 in 1361 od njegovih naslednikov brez težav izsilil prisego zvestobe. Podobno tudi v Bosni, kjer so notranji spori prisilili bosanskega bana Tvrtka I., da se je leta 1367 uklonil Ludvikovim zahtevam.
Ludvik je bil manj uspešen v Podonavju, kjer mladi vlaški vazal Vlajku (1364-77) ni hotel priznati njegove suverenosti. Leta 1365 se je Vlajku povezal z upornim sinom bolgarskega carja Ivana Aleksandra, Ivanom Sracimirjem, ki je vladal v Vidinski pokrajini bolgarskega carstva. Ludvik je zavzel Vidinsko pokrajino in tam ustanovil ogrsko obmejno pokrajino (banat) pod upravo ogrskega upravitelja. Vendar je ta trajala le do leta 1369, ko jo je bolgarski car zavzel nazaj in je moral Ludvik Vlajkuja ponovno z vojsko prisiliti v vazalstvo.
V tem obdobju je Ludvik sodeloval na nekaterih pomembnih srečanjih med evropskimi monarhi:
Po izbruhu spora med cesarjem Karlom IV. in avstrijskim nadvojvodo Rudolfom IV. ju je Ludvik leta 1360 na skupnem srečanju v Nagyszombatu prepričal, da sta oba popustila pri svojih zahtevah.
Papež Urban V. je na prigovarjanje ciprskega cesarja (ki so ga ogrožali Turki) že od marca 1363 spodbujal h križarski vojni proti muslimanom v Sredozemlju. Septembra 1364 je Peter I. Ciprski na kongresu v Krakovu skušal prepričati ducat evropskih monarhov, naj se priključijo pohodu. Ludvik je bi edini monarh, ki je obljubil pomoč. Na kongresu je Kazimir III. potrdil Ludvikovo pravico, da ga nasledi na poljskem prestolu, če umre brez moškega potomca. Ludvik, ki tudi ni imel sina, je naslednje leto (1365) povabil svojega oddaljenega sorodnika Karla Draškega na ogrski dvor, vendar ga ni imenoval za svojega uradnega dediča.
Zgodaj leta 1366 je Ludvik v Budimu sprejel obisk bizantinskega cesarja. Ivan V. Paleolog je prišel iskat pomoč proti Turkom, ki so že stopili na evropsko celino. Zgodilo se je prvič, da je bizantinski cesar zapustil svoje cesarstvo in prosil za tujo pomoč. Na srečanju je bil tako vzvišen, da mu je Ludvik njegovo vedenje (po pričevanju Ludvikovega zdravnika) zameril. Cesar je obljubljal, da bo začel s postopkom združevanja bizantinske Cerkve s papeško, Ludvik pa je obljubil, da mu bo poslal pomoč; toda nobeden od njiju ni držal obljube. Papež Urban V. je Ludvika svaril, naj ne pošilja pomoči, dokler cesar ne bo zajamčil združitve cerkva.

## Personalna unija s Poljsko. Obdobje 1370-1377
Novembra 1370 je umrl poljski kralj Kazimir III. Kazimir je v oporoki zapustil posest svojega očeta (pokrajine Sieradz, Łęczyca in Dobrzyń) svojemu vnuku Kazimirju IV., ki je bil knez na Pomorjanskem. Toda poljski veljaki so nasprotovali delitvi Poljske in razglasili Kazimirjevo oporoko za neveljavno. Ludvik je obiskal Gniezno in postavil za regentko svojo mater Elizabeto, preden se je decembra vrnil na Ogrsko. S seboj je vzel Kazimirjevi hčeri Ano in Hedviko ter poljske kronske dragulje, kar je sprožilo nemalo nezadovoljstva med njegovimi novimi podaniki.
Poljsko plemstvo (šlahta) je poskušalo od vsakega novega vladarja izsiliti zase čim več koristi. Ludvikova nastopna pogajanja so trajala od jeseni 1373 do septembra 1374, ko je Ludvik izdal t. i. Privilegije iz Košic; v njih je poljskim plemičem znižal davek in jim zmanjšal obveze v vojaških pohodih na tuje. V zameno je za svoji hčeri, Marijo in Hedviko, dobil pravico do nasledstva poljskega prestola.
Toda unija s Poljsko je Ludviku prinesla same težave. Poljaki so težko prenašali dejstvo, da so obravnavani kot depandansa Ogrske. Sovražili so ostarelo Elizabeto, ki je na poljski dvor vabila ogrske plemiče. Kriza je nastopila novembra 1376, ko so Litvanci napadli Halicz in skoraj dosegli Krakov. Decembra je v Krakovu izbruhnil upor proti Elizabeti. Uporniki so poklali okrog 160 kraljičinih služabnikov in regentko prisilili, da je zbežala na Ogrsko. Vladislav Beli, vojvoda Gniewkowa iz kraljeve dinastije Pjastov, je postavil zahtevo po poljski kroni. Ludvikovi pristaši so premagali vsiljivca in Ludvik ga je imenoval za nadopata nadopatije Pannonhalma na Ogrskem. Na Poljskem je postavil za kraljevega namestnika svojega zvestega pristaša, nekdanjega ogrskega palatina Vladislava II. Opolskega.
Poleti 1377 je Ludvik napadel ozemlja, ki jih je v Voliniji obvladoval litovski knez Jurij. Ludvikove poljske čete so hitro zavzele Chełm, Ludvik pa je z ogrsko vojsko po sedmih tednih obleganja zavzel Jurijevo prestolnico Belz. Okupirana ozemlja v Voliniji je skupaj z Galicijo vključil v Ogrsko kraljestvo. Trije litovski knezi so priznali Ludvikovo suverenost.
Važni dogodki iz tega obdobja, ki niso povezani s Poljsko:
Leta 1371 so Turki v bitki ob Marici blizu Odrina premagali srbsko in bolgarsko vojsko. Kmalu po bitki je s smrtjo carja Stefana Uroša V. izumrla dinastija Nemanjićev in srbski knez Lazar Hrebeljanović, ki se je po boju za oblast med srbskimi knezi pokazal kot najmočnejši, je priznal Ludvikovo suverenost.
Leta 1372 je izbruhnila vojna med Beneško republiko in Padovo. Njen gospod, Francesco I. da Carrara, je bil star Ludvikov zaveznik in Ludvik mu je poslal na pomoč svojo vojsko pod poveljstvom Nikolaja Lackovića. Benečani so Nikolaja pri Trevisu premagali in ujeli. Ludvik je bil prisiljen v podpis miru.
Leta 1375 se je ogrska vojska ponovno bojevala na Vlaškem. Ponovila se je stara zgodba, ko novi vlaški vladar, to pot Radu I., ni hotel priznati suverenosti ogrskega kralja. Povezal se je z bolgarskim carjem in to pot tudi turškim sultanom Muratom I. in se začel upirati. Ludvik ga je sicer premagal a konflikti so se nadaljevali. Turki so se vse bolj približevali Ogrski.

## Upravne spremembe
V sredi 1370-tih, ko so se Ludvikove vojaške aktivnosti nekoliko umirile, je uvedel tudi nekatere upravne spremembe.
Ob "tajnem pečatniku", ki ga je, kot že njegov oče, nosil stalno s seboj in z njim potrjeval svoje odloke, se je pojavil še "veliki pečatnik", ki sta si ga delila kralj in njegov novi visoki uradnik ("tajni kancler"). Prvi je ta položaj zasedel zagrebški škof Demetrius (izhajal je iz nižjega plemstva, na katerega se je kralj vse bolj opiral). Kraljevi dokumenti večkrat omenjajo posvetovanje z veljaki, torej z nekakšnim kraljevim svetom. Ob bogatih plemičih so bili na dvoru, ki se je začel imenovati aula regia, predstavniki nižjega plemstva, ki so bili v mirnem času kraljevi telesni stražarji in prenašalci ukazov kralja in njegovega sveta v pokrajine in župnije, v vojni pa poveljniki kraljeve vojske. Dvorno plemstvo se je s svojimi nazori, načinom življenja in komunikacije izredno oddaljilo od zapečkarskega življenja podeželskega plemstva.
Na Ogrskem se je med srednje in nižje plemstvo uvrščalo 3-5 % prebivalstva, kar je bilo po merilih Zahoda zelo veliko Za vse te so veljali zakoni, sprejeti na edini v Ludvikovem času sklicani skupščini (sklical jo je v času krize po neuspehu v Neaplju in kugi), ki pa so bili le bolj simboličnega pomena. Poudarjali so, da ima vsak "pravi" plemič, ki živi v deželi, pravico do enake svobode, in potrdili vse določbe iz Zlate bule iz leta 1222, razen tistih od dedovanju. Oporočnik ni mogel več prosto razpolagati z zapuščino, temveč je prevladalo načelo neodtujljivosti (po latinsko aviticitas): plemiška last je bila last začetnika družinske veje in njegovih moških potomcev. Ta odločba je ostala v veljavi do leta 1848. Neodtujljivost plemiške posesti je varovala nižje plemstvo pred drobitvijo premoženja, hkrati pa je povsem ustrezala kroni, ki je tako ostala pralastnica posesti in jo je ob izumrtju moške linije dobila nazaj. Seveda pa je kralj večkrat kršil te zakone tako, da je npr. pri dedovanju dal prednost hčeri pred sinom ali pa podelil dediščino vdovi svojega ljubljenca.
Ludvik je poenotil tudi sodstvo: pod "ispanom dvorne kapele" so ustanovili osrednjo audientio, ki je sprejemala pritožbe, imenovala sodnike in s tem omogočala kralju, da je nadzoroval različna sodišča. Vloga laikov je na sodiščih in v kraljevih pisarnah pridobivala na veljavi; čeprav ne vsi formalno izobraženi, so poznali lokalne navade, kar je bilo tedaj še pomembnejše. Laiki so se začeli pojavljati tudi kot porotniki.
Glede verskih vprašanj je bil katoliško vzgojeni Ludvik dokaj nestrpen. Okrog leta 1360 se je odločil, da bo spreobrnil ogrske jude v katolicizem. Ko so se mu uprli, jih je izgnal iz države, zaplenil njihove nepremičnine, lahko pa so vzeli s seboj premično premoženje. Za tisti čas je bilo nenavadno, da je potekalo vse brez pogromov. Že čez štiri leta pa je judom spet dovolil vrnitev. A zakoniti postopki med judi in tistimi, ki so si prisvojili njihovo imetje, so trajali še dolgo časa.
Ludvik je tudi poskušal spreobračati svoje poganske in krivoverske podložnike v katolicizem. Po poročanju ogrskega meniha Küküllő Jánosa je bilo spreobračanje poganskih Kumanov, ki so se na Ogrskem naselili stoletje prej, ravno pod njegovo vlado. Ko je leta 1365 ustanovil Vidinski banat, je poslal tja frančiškanske menihe, da bi spreobračali lokalno pravoslavno prebivalstvo, kar je povzročilo vsesplošno nezadovoljstvo med Bolgari. Leta 1366 je ukazal, da se morajo vsi srbski svečeniki spreobrniti in prekrstiti.
Ludvik in njegova mati sta podpirala meniške redove, predvsem frančiškane in pavlince, katerim sta ustanovila ducate novih samostanov.
Ludvik je v poznih 1360-ih zbolel za kožno boleznijo s simptomi, ki so bili podobni gobavosti. Postal je še bolj versko vnet in je posvečal več časa molitvi in verskim obredom.

## Zadnja leta (1377-1382)
Leta 1377 si je bosanski ban Tvrtko nadel naziv "kralj Srbije, Bosne, Pomorja in Zapadnih deželá". Ni jasno, ali je Ludvik odobril to kronanje.
Leta 1378 je izbruhnila vojna med Benetkami in Genovo. Ludvik je podprl Genovčane in jim omogočil, da so imeli v Trogirju redno bazo svojega ladjevja. Dalmacija je postala bojišče. Ludvik je ponovno poslal svoje čete v pomoč Francescu I. da Carrara, ki se je tudi bojeval proti Benečanom.
Leto 1378 pa je bilo tudi začetek zahodnega razkola v katoliški Cerkvi. Kardinali so izvolili najprej papeža Urbana VI., ki je ostal v Rimu, in nato še francoskega papeža Klemena VII. Ludvik je priznal Urbana VI. in mu nudil vojaško pomoč za boj proti oponentom v Italiji. Ker se je Ivana I. vključila v tabor Klemena VII., jo je Urban izobčil in ji odvzel prestol (junij 1380); za legitimnega kralja Neapeljskega kraljestva je priznal Karla Draškega, ki je živel na ogrskem dvoru. Potem ko je ta obljubil, da ne bo postavljal zahtev po ogrskem prestolu napram Ludvikovima hčerama, ga je Ludvik poslal na čelu velike vojske zavzet južno Italijo. Karel Draški je junija 1381 prekoračil mejo Neapeljskega kraljestva in avgusta prisilil Ivano I., da se je predala.
Med tem so se odposlanci Ludvika in Benečanov pogajali in avgusta 1381 sklenili mirovni sporazum. Benečani so priznali sporazum iz leta 1358 in obljubili, da bodo Ogrski plačevali 7.000 zlatih florintov letnega davka. Ludvik se je tudi dogovoril, da morajo Benečani prenesti relikvije Svetega Pavla iz Teb v novoustanovljeni pavlinski samostan v Budaszentlőrincu.
Ludviku se je zdravje hitro slabšalo. V juliju 1382 je povabil predstavnike poljskih plemičev in prelatov v zólyomski grad, kjer so na njegovo zahtevo prisegli lojalnost Ludvikovi hčeri Mariji in njenemu zaročencu Sigismundu Luskemburškemu. Septembra 1382 je Ludvik umrl. Pokopan je bil v székesfehérvárski katedrali, v kapeli, ki so jo zgradili na njegov ukaz.

## Družina
Ludvik I. se je poročil dvakrat. Leta 1345 se je poročil z Margareto (* 1335; † 1349), najstarejšim otrokom Karla, mejnega grofa Moravske, in njegov žene, Blanche Margarete de Valois. Zakon je bil brez otrok.
Drugič se je Ludvik poročil leta 1353 z Elizabeto (* 1340; † 1387), hčerko bosanskega bana Stjepana II. Kotromanića in Elizabete Kujawske. Imela sta 4 otroke:
- Marija (* 1365; † 1366)
- Katarina (* 1370; † 1378), od 1374 zaročena z drugim sinom francoskega kralja Karla V., Ludvikom, vojvodo Orleanskim
- Marija (* 1371; † 1395), ogrska kraljica ∞ Sigismund Luksemburški, nemški in češki kralj, cesar Svetega rimskega cesarstva
- Hedvika (* 1373; † 1399), poljska kraljica ∞ Jogaila, veliki knez Litve, poljski kralj.